# Mouflers
Mouflers (picardisch: Mouflèr) ist eine nordfranzösische Gemeinde mit 96 Einwohnern (Stand 1. Januar 2022) im Département Somme in der Region Hauts-de-France. Die Gemeinde liegt im Arrondissement Abbeville und ist Teil der Communauté de communes Ponthieu-Marquenterre und des Kantons Rue.

## Geographie
Die zwischen Vauchelles-lès-Domart, Flixecourt und Bouchon gelegene Gemeinde an der ehemaligen Route nationale 35 reicht im Südosten bei Flixecourt bis an die Autoroute A 16, deren Anschlussstelle knapp außerhalb des Gebiets von Mouflers liegt.

## Einwohner
| 1962 | 1968 | 1975 | 1982 | 1990 | 1999 | 2006 | 2011 |
| ---- | ---- | ---- | ---- | ---- | ---- | ---- | ---- |
| 92   | 101  | 74   | 80   | 99   | 83   | 88   | 86   |

## Sehenswürdigkeiten

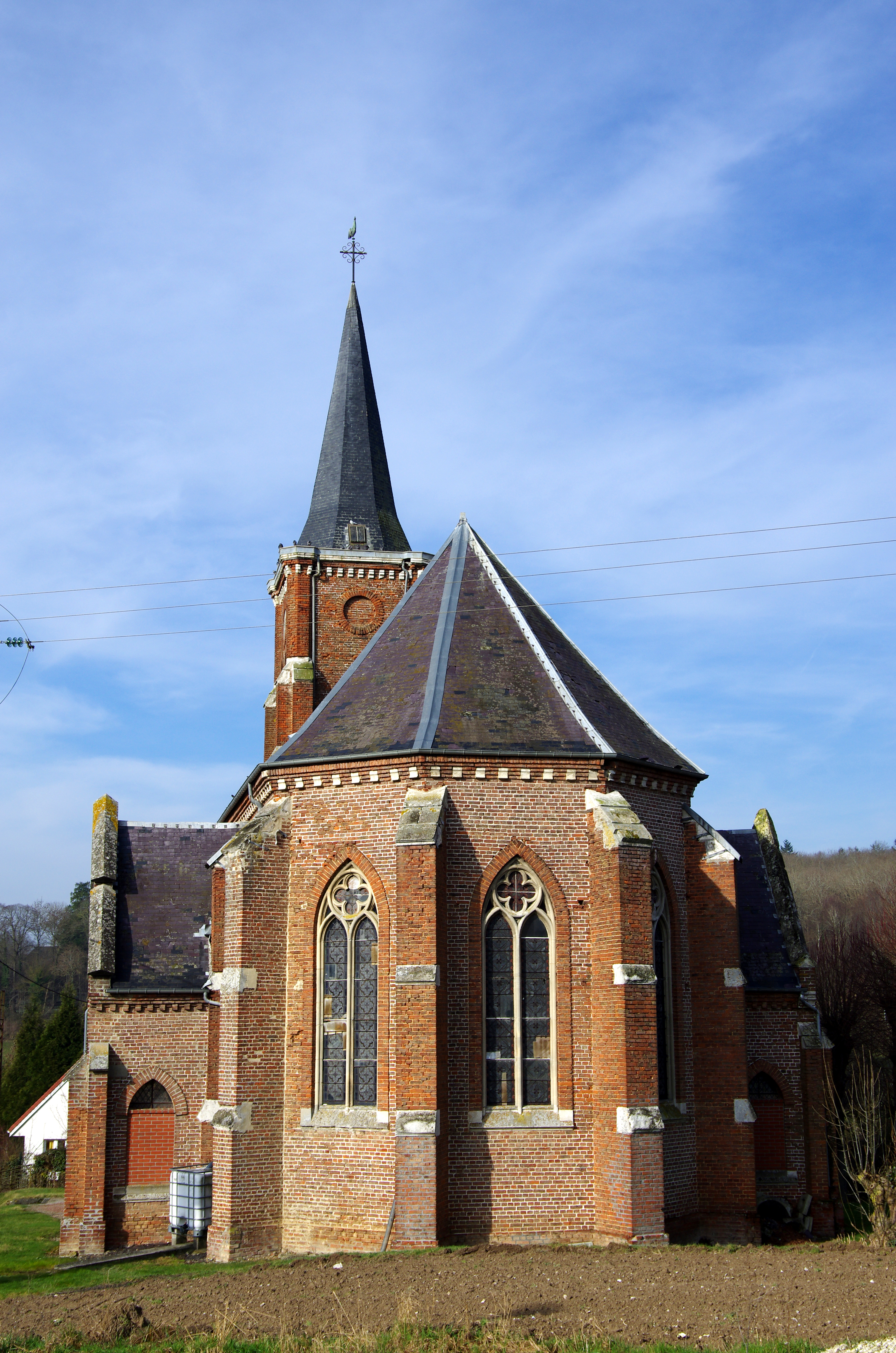
Chor der Kirche

- Kirche Saint-Vaast[1]
- Kriegerdenkmal